# Eunomia
Eunomia este un gen de viermi inelați din familia Phyllodocidae.

Cladograma conform Catalogue of Life:
| Eunomia | \| \| Eunomia tympana \| \| \| \| \| \| Eunomia viridissima \| \| \| \| |
|         | \| \| Eunomia tympana \| \| \| \| \| \| Eunomia viridissima \| \| \| \| |
|         | Eunomia tympana                                                         |
|         |                                                                         |
|         | Eunomia viridissima                                                     |
|         |                                                                         |